# Ramera de Babilonia

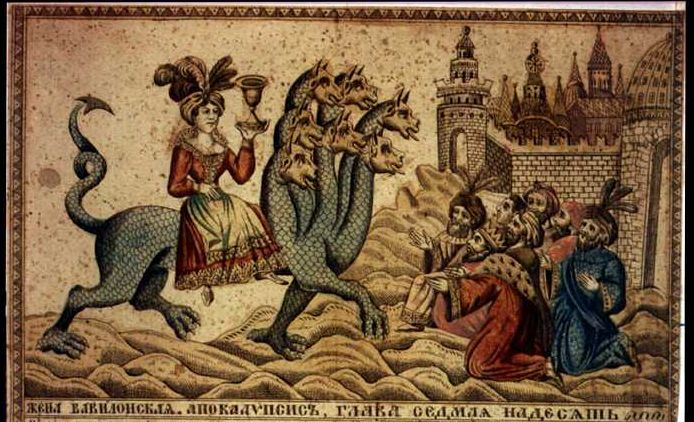
La ramera de Babilonia cabalgando sobre la bestia de siete cabezas (grabado ruso del).

La ramera de Babilonia es uno de los personajes que aparecen en el libro bíblico del Apocalipsis, concretamente en los capítulos 17 y 18. Se asocia con el Anticristo y la Bestia del Apocalipsis por su conexión con el reino de las siete cabezas y diez cuernos.
Aparece en el Apocalipsis 17:1-2 en el que es descrita como:

1Entonces vino uno de los siete Ángeles que llevaban las siete copas y me habló: «Ven, que te voy a mostrar el juicio de la célebre Ramera, que se sienta sobre grandes aguas,
 2con ella fornicaron los reyes de la tierra, y los habitantes de la tierra se embriagaron con el vino de su prostitución.

## Interpretación preterista

Lady Lilith, por Dante Gabriel Rossetti. Este personaje mítico, se personifica con la Ramera de Babilonia, según la descripción que hace el novelista italiano de origen judío Primo Levi. Para algunos intérpretes, Lilith, es la esposa de Satanás, anteriormente esposa de Adán antes de Eva, y probablemente la futura madre del Anticristo.

### Jerusalén
La interpretación que hacen diversos estudiosos bíblicos apunta a que se refiere a la Jerusalén terrenal (Apocalipsis 11:8) que contrasta con la Nueva Jerusalén del final del libro del Apocalipsis. Las siete colinas en las que está sentada (Apocalipsis 17:9) son las siete colinas de Jerusalén la caída de Babilonia de Apocalipsis 18, el sitio y la destrucción de Jerusalén en el año 70 d. C. Las vestimentas de la mujer son similares a las del sumo sacerdote del Templo de Jerusalén (Éxodo 28:6). 
Varios profetas del Antiguo Testamento (Isaías 1:21, Jeremías 2:20, Jeremías 3:1-11, Ezequiel 16:1-43) y en Gálatas 4:25, se hacen mención de las infidelidades de Jerusalén como prostitución. Por otra parte, Jesús mismo atribuyó a la sangre derramada de los profetas y los santos (Mateo 23:24-37) a los fariseos de Jerusalén siendo usada la misma frase de forma casi idéntica en Apocalipsis 17:6, Apocalipsis 18:20 y Apocalipsis 18:24.

### Roma
Una gran cantidad de exégetas consideran que «Babilonia» es una metáfora que se refiere al Imperio romano como estado que perseguía a los cristianos (en el período anterior al Edicto de Milán del 313), en especial teniendo en cuenta algunos aspectos del gobierno y la cultura romana: brutalidad, codicia, lujuria y paganismo.
Algunos estudiosos puntualizan el análisis, sosteniendo que se refiere a los potentados locales (en especial los herodianos de Judea y Galilea) que apoyaban al gobierno imperial, como era el caso de Agripa II en el tiempo en que se supone fue escrito el libro del Apocalipsis.

## Otras interpretaciones
La Biblia anotada de Scofield, de gran aceptación entre los cristianos evangélicos, identifica a la Ramera de Babilonia con la iglesia católica.
Hoy es una expresión usada por grupos fundamentalistas cristianos, para los que la Ramera de Babilonia son las grandes religiones organizadas,[cita requerida] en particular si tienen relación con el estado. Para el movimiento rastafari, inspirado en gran medida por el Apocalipsis, Babilonia es un sinónimo de todo el orden de valores occidentales que rechazan.[cita requerida]